# Шлайд (Битбург)
Шлайд (нем. Schleid) — община в Германии, в земле Рейнланд-Пфальц.
Входит в состав района Айфель-Битбург-Прюм. Подчиняется управлению Битбург-Ланд. Население составляет 356 человек (на 31 декабря 2010 года). Занимает площадь 6,24 км².